# Palsternacka
För albumet av Dag Vag, se Palsternacka (musikalbum).

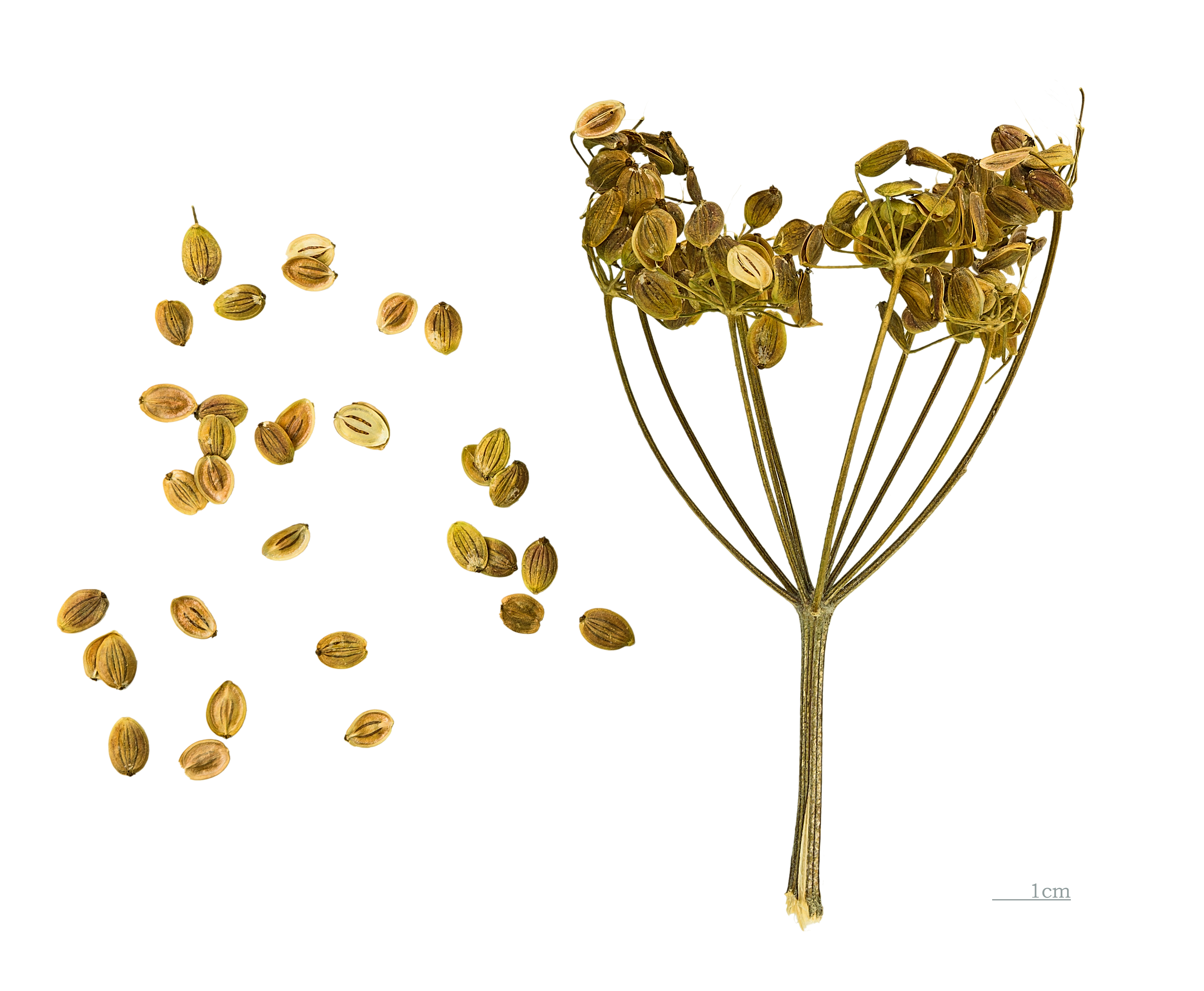
Pastinaca sativa

Palsternacka (Pastinaca sativa) är en ört tillhörande palsternackssläktet av familjen flockblommiga växter.

## Historik
Palsternacka odlades redan i antikens Grekland. I Sverige omtalas den på 1500-talet, men tycks ha odlats långt tidigare, och var under medeltiden och renässansen betydligt mer populär som grönsak än idag.

## Förekomst i vilt tillstånd
Den förekommer ofta i väg och dikeskanter och uppträder även som ogräs.

### I Sverige
I Sverige förekommer förvildade odlade varianter, och den vilda är tvåårig med kraftiga blad och högt uppskjutande blomställningar av gulaktig färg.

## Förekomst som odlad rotfrukt
De odlade formerna avviker huvudsakligen från de vilda genom sin grövre förtjockade pålrot, som äts som grönsak av kategorin rotfrukter. Formen varierar ifrån långsträckt som hos Jerseypalsternackan eller kort och bred som hos Sockerpalsternackan. Palsternacka är en lättodlad och härdig köksväxt.
Roten har formen av en morot, men är större och vit till färgen. Smaken är mild men karaktäristisk. Den är en vanlig grönsak i buljongkok och grönsakssoppor, lämplig för gratinering och kan kokas för att rivas till mos blandad med riven ost och en aning mjölk. Den blommar under sommarens senare del.

## Giftighet
Palsternackans växtsaft innehåller furokumarin som gör saften fototoxisk. Växtsaft som kommer i kontakt med hud och utsätts för solljus är mycket hudirriterande och kan orsaka stora sår och blåsor som kan ta flera veckor att läka.

## Nyttighet
Palsternacka innehåller de båda polyacetylenerna falcarinol (30 mg/100 gram) och falcarindiol(110 mg/100 gram). Falcarinol stimulerar immunförsvaret och minskar tillväxten av cancer i mus och råtta.